# Liste des navires de guerre des Émirats arabes unis
 (mai 2025).
C'est une liste des navires de guerre de l'armée des Émirats arabes unis.

## Corvettes
- Classe Gowind (2 navires)
- Classe Abu Dhabi (1 navire)
- Classe Baynunah (6 navires)
- Classe Muray Jib (2 navires)
  - Muray Jib
  - Das

## navires de patrouille hauturiers
- Classe Arialah (2 navires)
- Classe Falaj 2 (2 navires)
  - Ganthoot
  - Qarnen
- Classe Falaj 3 (4 navires prévus)

## Vaisseau d'attaque rapide
- Classe Mubarraz (2 navires)
  - Mubarraz
  - Makasib
- Classe Ban Yas(6 navires)
  - Ban Yas
  - Marban
  - Rodom
  - Shaheen
  - Sagar
  - Tarif
- Classe Ardhana (6 navires)
  - Ardhana
  - Zurara
  - Murban
  - Al Ghullan
  - Radoom
  - Ghanadhah

## chasseurs de mines
- classe Frankenthal (2 navires)
  - Al Murjan
  - Al Hasbah

## navires de guerre amphibies
- LST de classe Al-Quwaisat
- Ghannatha